# Феба (жена Александра Ферского)
Феба (Фива, др.-греч. Θήβη, IV век до н. э.) — жена тирана Фер Александра Ферского, организовавшая против него заговор.
Как отметил Э. Д. Фролов, Феба родилась до 385 года до н. э. Её отцом был таг Фессалии Ясон Ферский, поддерживавший дружественные отношения с Фивами (др.-греч. Θήβαι), что нашло своё отражение и в выборе имени для дочери.
Не позднее 368 года до н. э. она вышла замуж за Александра Ферского. Отношения между супругами не сложились из-за деспотичного и распущенного характера тирана, на что Феба жаловалась давнему другу своего отца Пелопиду, находившемуся в Фессалии в это время в качестве пленника. При этом фиванец не без умысла возбуждал в молодой женщине ненависть к мужу. Античные источники указывают разные версии событий, приведших к окончательному разрыву в 358 году до н. э. По одной из них (Валерий Максим, Цицерон) Феба узнала, что Александр, хоть и «безмерно любил» жену, был больше привязан к наложнице, нежели к ней. По другой (Ксенофонт) Фебу, не имевшую в браке детей, оскорбило сватовство мужа к вдове Ясона. По третьей Феба была разгневана убийством тираном своего возлюбленного — мальчика, за которого она ходатайствовала (Плутарх называет его младшим братом Фебы). Она призвала на помощь братьев Тисифона, Ликофрона и Пифолая. При содействии сестры те проникли ночью к спящему тирану и убили его. По замечанию Плутарха, Александр «оказался единственным или, во всяком случае, первым тираном, погибшим от руки собственной жены».
После гибели Александра к власти пришли братья Фебы. Возможно, в начале их правления определённое влияние оказывала и сама Феба.